# 김유진 (연출가)
김유진은 대한민국의 텔레비전 드라마 연출감독이다.

## 드라마
- 2018년 SBS 드라마 스페셜 《훈남정음》 ... 연출
- 2022년 DISNEY+ 오리지널 드라마 《3인칭 복수》 ... 연출
- 2024년 KBS2 수목 미니시리즈 《개소리》 ... 연출